# Dendromus vernayi
Dendromus vernayi је врста глодара (Rodentia) из породице Nesomyidae.

## Распрострањење
Ареал врсте је ограничен на једну државу. Ангола је једино познато природно станиште врсте.

## Станиште
Станиште врсте су саване.

## Угроженост
Подаци о распрострањености ове врсте су недовољни.